# Джейн Бъркин
Джейн Бъркин (на английски: Jane Birkin) е английска актриса и певица.

## Биография
Джейн е родена в артистично семейство. Нейната майка е известната английска актриса Джуди Кембъл.
Джейн Бъркин става изключително популярна с песента Je t'aime… moi non plus, която изпълнява заедно с френския актьор и певец Серж Генсбур. През 1969 г. Джейн партнира на Ален Делон и Роми Шнайдер във филма „Басейнът“.

## Личен живот
Джейн Бъркин се омъжва през 1965 г. за композитора Джон Бари. Той пише музиката за филмите за Джеймс Бонд. От него Джейн има дъщеря, Кейт Бари. Бракът им приключва през 1968 г. По-късно дъщеря ѝ става фотографка.
През 1968 г. Джейн среща Серж Генсбур на снимачната площадка на „Слоган“ и връзката им продължава 13 години. Двамата не са сключвали брак. Тяхна дъщеря е френската актриса Шарлот Генсбур.
През 1982 г. Джейн Бъркин ражда своята трета дъщеря – Лу Доайон. Баща на Лу е режисьорът Жак Доайон. Лу Доайон е популярна френска актриса.
Бъркин умира на 16 юли 2023 г. в дома си в Париж.

## Дискография
Студийни албуми
- 1969 – Je t'aime... moi non plus със Серж Генсбур
- 1973 – Di doo dah
- 1975 – Lolita go home
- 1978 – Ex fan des sixties
- 1983 – Baby alone in Babylone
- 1987 – Lost song
- 1990 – Amours des feintes
- 1996 – Versions Jane
- 1999 – À la légère
- 2004 – Rendez-Vous
- 2006 – Fictions
- 2008 – Enfants d'Hiver
- 2017 – Birkin/Gainsbourg: Symphonique

Концертни албуми
- 1987 – Jane Birkin au Bataclan
- 1992 – Integral au Casino de Paris
- 1996 – Integral a l'Olympia
- 2002 – Arabesque
- 2009 – Au palace (live)
- 2012 – Jane Birkin sings Serge Gainsbourg via japan

## Избрана филмография
| Година | Филм            | Оригинално заглавие | Роля            | Режисьор               |
| ------ | --------------- | ------------------- | --------------- | ---------------------- |
| 1966   | Фотоувеличение  | Blow-up             | Блондинката     | Микеланджело Антониони |
| 1969   | Басейнът        | La Piscine          | Пенелопе Лание  | Жак Дере               |
| 1977   | Животното       | L'Animal            | Луиз Бурже      | Клод Зиди              |
| 1978   | Смърт край Нил  | Death on the Nile   | Прочута актриса | Джон Гилермин          |
| 1991   | Красивата драка | La Belle Noiseuse   | Лиз             | Жак Ривет              |